# Cagliari (tỉnh)
Cagliari (Tiếng Ý: Provincia di Cagliari; tiếng Sardinia: Provìntzia de Casteddu) là một tỉnh cũ ở vùng đảo tự trịSardinia in Ý. Tỉnh lỵ là thành phố Cagliari. Từ năm 2015, tỉnh bị thay thế bằng thành phố trung tâm Cagliari.
Tỉnh này có diện tích 4.470 km², tổng dân số là 543.310 người năm 2001. Có 71 đô thị (danh từ số ít tiếng Ý:comune) ở trong tỉnh này .
Thung lũng Piscinamanna nằm ởỉnh này.

## Các đô thị chính'
Tại thời điểm ngày 30 tháng 6 năm 2005, the major comuni theo dân số là:
| Đô thị             | Dân số  |
| ------------------ | ------- |
| Cagliari           | 160.886 |
| Quartu Sant'Elena  | 70.020  |
| Selargius          | 28.682  |
| Assemini           | 25.531  |
| Capoterra          | 22.620  |
| Monserrato         | 20.809  |
| Sestu              | 17.413  |
| Sinnai             | 16.043  |
| Quartucciu         | 11.503  |
| Elmas              | 8.533   |
| Dolianova          | 8.280   |
| Decimomannu        | 7.079   |
| San Sperate        | 7.037   |
| Villasor           | 7.022   |
| Maracalagonis      | 7.000   |
| Pula               | 6.959   |
| Uta                | 6.928   |
| Settimo San Pietro | 6.098   |
| Sarroch            | 5.275   |